# Def Jam Recordings
Def Jam Recordings is opgericht als een hiphop-platenlabel in 1984 door Rick Rubin en Russell Simmons. Vele bekende old-school-hip-hopartiesten hebben hun albums via Def Jam uitgebracht, waaronder LL Cool J, Run DMC, Beastie Boys en Public Enemy.

## Geschiedenis

### 1983-1984: Het ontstaan van Def Jam
Het idee en logo van Def Jam Recordings ontstond nadat Rick Rubin de Hip-Hop scene in New York ontdekte. Rubin, die eerder nog vooral bezig was met artpunk, trok er geregeld op uit om op zoek te gaan naar Hip-Hop Feesten. Zo trok hij vaak naar The Bronx om er naar nachtclubs zoals Harlem World of Disco Fever te gaan. Zijn favoriete club was Negril, een club die zich onder een restaurant in East Village bevond. Het was de eerste club die hip-hop feesten organiseerde in downtown New York. Toen Negril te klein werd, verhuisde de wekelijkse hip-hop feesten naar Roxy, waar Rubin crews zoals The Furious Five zag. Tijdens die feesten, praatte hij ook vaak met de DJ's om over hun apparatuur te praten en om uit te zoeken welke muziek op dat moment populair was. Zo kon hij een netwerk uitbouwen om zijn eerste stappen te zetten als hip-hop producer en de oprichting van Def Jam Recordings.
Als hij niet naar hip-hop feesten ging was Rubin te vinden in platenzaken, waar hij steeds op zoek ging naar de nieuwste hip-hop platen. Nergens vond hij platen die de ware aard van hip-hop vertegenwoordigde zoals tijdens hip-hop feesten. Vele hip-hop releases werden met live instrumenten ingespeeld. Zo rapte Sugarhill Gang nog vooral over Funk instrumentals. Daarom ging hij op zoek naar partners om zijn eerste releases uit te brengen. Rubin wilde namelijk de DJ & drumcomputers meer te betrekken bij de productie van hip-hop.
Met dit idee, trok hij naar zijn favoriete DJ en crew. Dit waren DJ Jazzy Jay (die lid was van Afrika Bambaata’s Soulsonic Force), en de Treacherous Three, waar Kool Moe Dee lid was. Hij nodigde Jazzy Jay & Kool Moe Dee uit naar zijn studentenkamer in New York University, besprak er zijn idee en liet er enkele beats horen die hij maakte met zijn drumcomputer. Treacherous Three had toen een contract bij Sugarhill Records, dus konden ze niet meewerken aan het project omdat dat label met eigen producers werkte. Ze verwezen Rubin echter door naar de broer van een van de leden, T. La Rock. Niet veel later spraken Rubin, T. La Rock en Adam Horovits af bij Jazzy Jay thuis om er It’s Yours op te nemen. Het nummer werd grotendeels gefinancierd door de ouders van Rubin, die 5000 $ doneerden.
Rubin kwam toen ook te weten dat de hip-hop dansfilm Beat Street in de maak is. Hij liet het nummer horen aan Arthur Baker, die de muziek supervisor is van de film. Toen die het hoorde, wilde hij het nummer kopen voor 3000 $. Zo werd het nummer uitgebracht op Baker's Hip-Hop label Party Time. Toen al was duidelijk dat Rubin een ware ondernemer was. Hij kon er Baker dan ook van overtuigen om voor de 2de pressing ook het logo van Def Jam en het adres van zijn studentenkamer op de hoes en plaat te drukken. Dit zorgde er echter voor dat hij vele demo's van wannabe-rappers ontving.
Met die 3000 $ kon Rubin verder muziek producen. Zo werkte hij aan nummers zoals Rock Hard van Beastie Boys.

### 1988: Rubin verlaat Def Jam
In 1988 verliet Rubin Def Jam om een nieuw label op te zetten: Def American, dat in 1993 weer werd omgedoopt tot American Recordings. Slayer, een van de weinige niet-hiphopacts van Def Jam, volgde hem, waarna Rubin snel meer heavymetal- en andere alternatieve-rockbands, maar ook hiphopacts als Geto Boys en Sir Mix-a-Lot, voor zijn nieuwe label aantrok.
De aandacht van Def Jam verschoof echter langzaam van hiphop naar R&B, nu soul en pop. In 1999 creëerde Def Jam een speciaal R&B-spin-offlabel: Def Soul, waar onder anderen Musiq, Montell Jordan, Patti LaBelle en Christina Milian hun onderkomen vonden. Maar dit label werd in 2003 weer door Def Jam zelf geabsorbeerd. In 1999 begon Def Jam ook de muziek van Murder Inc. Records uit te brengen. Met 'Murder Inc.' had Def Jam opeens ook Ja Rule, Ashanti in haar stal van artiesten. Het jaar daarop volgde nog een dochterlabel, Def Jam South, dat zich richt op Southern-hiphopacts als Ludacris, Chingy en Bobby Valentino.
Def Jam specialiseert zich tegenwoordig vooral in R&B, hiphop en daaraan gerelateerde zaken. 
American Recordings is, nadat het in de jaren negentig en begin 2000 furore maakte met Slayer, the Black Crowes, Danzig, Tom Petty, System of a Down en Johnny Cash, zich steeds meer op Americana en andere Rootsrock gaan richten.

## Artiesten

### Hedendaagste Def Jam-artiesten

#### A
- Ai (Japan)
- Allred, Loren (Compound/Def Jam)
- Amerie ry marts (jct)
- Alessia Cara
- Alrima

#### B
- Bangtan Boys
- Big Boi
- Big K.R.I.T.
- Big Sean (GOOD/Def Jam)
- Blood Raw (Blood Raw/Corporate Thugz/Def Jam)
- Boo (1 Life 1 Love/Corporate Thugz/Def Jam)
- Brolic D (DTP/Def Jam)
- B.X.C. (DTP/Def Jam)
- Bama (Def Jam)
- Bryan Gomez
- Big Rawle Gibson (217/Def

#### C
- Mariah Carey(Def Jam/Universal Music)
- Capo Dim(Def Jam/MillionEra)
- Christina Luz Tulier(Def Jam/Universal Music)
- Curren$y (BluRoc/DD172/Def Jam)
- Coogi K
- Crystal Movement (Japan)
- Currence, Rudy (DTP/Def Jam)
- Cyhi Da Prynce (GOOD/Def Jam)
- Carly Rae Jepsen (Def Jam)

#### D
- Dabo (Japan)
- Khalil Lamont Davis
- DJ Clue (Desert Storm/Def Jam)
- Dizzy D Flashy
- Dj Smith (Musical Kingdom/Def Jam)
- Dj Damnage
- Dumpology
- Cookie V
- DHC (dedication,hardworking, and commitment) Jay,J-killa,yungkobe,nautii
- DJ E.V.G. (Island Def Jam Digital Distribution)

#### E
- Electrik Red (Radio Killa/Def Jam)
- Evan Hawk (Def Jam/Universal)

#### F
- Fabolous (Desert Storm/Def Jam)
- Fast Life Yungstaz
- FDM (Compound/Def Jam)
- Franks, Corey (Island/Def Jam)
- Freddie Gibbs (CTE/Def Jam)
- Aaron Fresh

#### G
- Ghostface Killah (Starks Enterprises/Def Jam)

#### H
- Hi-D (Japan)
- Hibari (Japan)
- Harper, Layne

#### I
- Illmatic Headlock (Japan)
- Isley Brothers, The (Def Soul/Def Jam)
- Isley, Ron (Def Soul/Def Jam)

#### J
- Jadakiss
- Jessica Jarrell
- Jeremih
- J.E.T.
- Jess (TM3)
- Justin Bieber
- Jennifer Lopez

#### K
- Khalil (singer) (Worldwide Entertainment/Def Jam)

#### L
- LaBelle, Patti
- Lil Durk(Coke Boys/OTF/Def Jam)
- Lil Fate (DTP/Def Jam)
- Leak Boyz (Def Jam)
- Lil Niqo
- Lil Ru (Presidential/Def Jam)
- LL Cool J
- Ludacris (DTP/Def Jam)

#### M
- Maria, Jadyn (Compound/Def Jam)
- Method Man
- Chrisette Michele (Def Soul/Def Jam)
- mann (Def Jam/Beluga Heights/Epic)

#### N
- Nas
- Natasha (2010-present)
- N-Dubz (2010-present)
- Ne-Yo (Compound/Def Jam)
- Nitro Microphone Underground (Japan)
- Northpole, Willy (DTP/Def Jam)

#### O
- Okamura, Yasuyuki (Japan)

#### P
- Pasian, Karina
- Pittsburgh Slim
- Playaz Circle (DTP/Def Jam)
- Public Enemy

#### R
- Redman (Gilla House/Def Squad/Def Jam)
- Rihanna (Def Jam)
- The Roots
- Rick Ross (Maybach Music Group)(CEO)

#### S
- S Word (Japan)
- Juelz Santana (Skull Gang/Def Jam)
- Shareefa (DTP/Def Jam)
- Shyne (Gangland/Def Jam)
- Slick Pulla (Corporate Thugz/Def Jam)
- Small World (DTP/Def Jam)
- SoulJa (Japan)
- Sphere of Influence (Japan)
- Sterling Simms (One/Larsiny Family/Def Jam)
- Sheek Louch (D-Block/Def Jam)

#### T
- Taz (Def Jam UK)
- The-Dream (Radio Killa/Def Jam)
- TK N CA$H (DTP/Def Jam)
- TLC (2010-present)
- Taio Cruz
- Tokona-X (Japan)
- Triple C's (Maybach/Def Jam)
- Tucker, Lisa (Compound/Def Jam)

#### U
- Untitled (DTP/Def Jam)
- USDA (Corporate Thugz/Def Jam)

#### W
- The Wanted (Geffen/Def Jam)
- Kanye West (GOOD/Roc-A-Fella/Def Jam)
- Wale (Maybach Music)
- Wax

#### Y
- Young Jeezy (Corporate Thugz/Def Jam)
- YG
- Yazzy

### Voormalige Def Jam-artiesten

#### A
- Allen Anthony (Roc-A-Fella/Def Jam)
- Amil (Roc-A-Fella/Def Jam)
- Aztek Escobar (Roc La Familia/Def Jam)
- Andre Bowen (Island Records/Def Jam)
- Axwell Λ Ingrosso (Def Jam Recordings)

#### B
- Bangles(Roc-A-Fella/State Property/Def Jam)
- Beastie Boys
- Bwel
- Beanie Sigel (Roc-A-Fella/State Property/Def Jam)
- Big Audio Dynamite
- Billy Gamble & Jackie O. (Roc-A-Fella/Def Jam)
- Biggs (Roc-A-Fella, Dame Dash Music Group/Def Jam)
- B.G. Knocc Out & Dresta (Outburst/Def Jam)
- The Black Flames (OBR/Def Jam)
- Bless          (Def Jam)
- Blue Magic
- Bobby Valentino (Disturbing Tha Peace/Def Jam)
- Bo$$
- Black Child (JMJ/The Inc./Def Jam)
- Joe Budden

#### C
- Cam'ron (Roc-A-Fella/Def Jam)
- Capleton
- Capo Dim (Underground Pro Hittas/Grand Hustle)
- Capone
- Capone-N-Noreaga
- Case (Spoiled Rotten/Def Soul/Def Jam)
- Casha (Roc-A-Fella/Def Jam)
- Chingy (Disturbing tha Peace/Def Jam)
- CKY (Island Records/Def Jam)
- Comp
- Cormega
- Shock Tailah (Konektado/Def Jam)

#### D
- Da 5 Footaz (G-Funk Music/Def Jam)
- Davy DMX
- Def Squad
- Da Ranjahz (Roc-A-Fella/Def Jam)
- Dave Chappelle
- Denim (Roc-A-Fella/Def Jam)
- The Diplomats (Roc-A-Fella/Def Jam)
- DMX (Ruff Ryders Ent./Def Jam)
- Domino (Outburst/Def Jam)
- The Don
- Downtown Science
- The Dove Shack (G-Funk Music/Def Jam)
- Dro (Russell Simmons Music Group/Def Jam)
- Dru Hill (Def Soul/Def Jam)
- Dijohn Thomas (D.Swagg Entertainments/Def Jam)

#### E
- EPMD

#### F
- Fam-Lay (Star Trak/Def Jam)
- Flatlinerz
- Frank Ocean
- Foxy Brown (Roc-A-Fella/Def Jam)
- Freeway (Roc-A-Fella/Def Jam)
- Funkmaster Flex
- Flesh-N-Bone (Mo Thug/Def Jam)
- FYA

#### G
- Grafh (Roc-A-Fella/Dame Dash Music Group/Def Jam)
- Aalok Gandhi
- GWH (The Inc./Def Jam)
- G.A. aka Giali (Bidaar Rec/Def Jam)
- Mr. Ghetto (Ghetto Streets/Impossible/Def Jam)

#### H
- Hector Bambino "El Father" (Roc La Familia/Gold Star Music/Machete Music/VI Music)
- Hollis Crew
- Hose

#### I
- Immense (Roc-a-fella/Def Jam)
- Insane Clown Posse (Psycopathic Records/Def Jam)

#### J
- Ja Rule (The Inc./Def Jam)
- Jarvis (Disturbing Tha Peace/Def Jam)
- Jay-Z
- Jay - Mal
- Jayo Felony
- Jazzy Jay
- J.E.T.
- Jinx Da Juvy
- Joe Sinister (JMJ/Def Jam)
- Jonell (Def Soul/Def Jam)
- Oran "Juice" Jones (OBR/Def Jam)
- Bradley Jones (In Jones We Trust/Def Jam)
- Torrey Johnson(Roc-A-Fella/Def Jam)
- Montell Jordan (PMP/Def Jam; Def Soul/Def Jam)

#### K
- Kandice Love (Island Def Jam)

#### L
- Lady Gaga (Interscope Records)
- Lady Sovereign (Def Jam/Island Records)
- Lazy Eye (Disturbing Tha Peace/Def Jam)
- LeLe (Disturbing tha Peace/Def Jam)
- Lil' Red (Roc-A-Fella/Def Jam)
- Patti LaBelle (Def Soul/Def Jam)
- Lloyd (The Inc./Def Jam)
- LovHer (Dragon/Def Soul/Def Jam)
- Logic (Visionary Music Group/Def Jam)

#### M
- M.O.P. (Roc-A-Fella/Def Jam)
- Teairra Mari (Roc-A-Fella/Def Jam)
- MC Serch
- Memphis Bleek (Roc-A-Fella/Get Low/Def Jam)
- Mel-Low
- Mic D
- Christina Milian (Def Soul/Def Jam)
- MoKenStef (Outburst/Def Jam)
- The Murderers (The Inc./Def Jam)
- Keith Murray (Keith Murray)
- Musiq (Def Soul)
- Mike Spitz

#### N
- Newkirk, Don
- Nikki D
- N.O.R.E (Thugged Out/Roc La Familia/Def Jam)
- No Face
- Neef Buck (Roc-A-Fella/Def Jam)

#### O
- Onyx (Chaos/JMJ/Def Jam)
- Original Concept

#### P
- Papa Ron Love
- Peedi Peedi (Roc-A-Fella/Def Jam)
- Playa (Def Soul/Def Jam)
- Kelly Price (Def Soul/Def Jam)
- Public Enemy

#### Q
- Q-Tip

#### R
- Rell (Roc-A-Fella/Def Jam; Dame Dash Music Group/Def Jam)
- Richie Rich
- Rick Ross
- Megan Rochell

#### S
- Saukrates
- Shawnna (Disturbing Tha Peace/Def Jam)
- Serius Jones (Disturbing Tha Peace/Def Jam)
- State Property (Roc-A-Fella/State Property/Def Jam)
- Shorty 101
- Short Dawg (Russell Simmons Music Group/Def Jam)
- Shyne (Gangland/Def Jam)
- Sisqó (Dragon/Def Soul/Def Jam)
- Sizzla (Dame Dash Music Group/Def Jam)
- Slayer
- Slick Rick
- Sauce Money (Roc-A-Fella/Def Jam)
- South Central Cartel
- Steph Jones (Disturbing Tha Peace/Def Jam)
- Jimmy Spicer
- Warren Stacey
- Chuck Stanley (OBR/Def Jam)
- The Suburban Boyz

#### T
- 12 O'Clock
- 3rd Bass
- Tashan
- Teriyaki Boyz (BAPE/Def Jam, USA/Japan)
- T La Rock
- Troy Ave.
- Tragedy
- Tru Life (Roc La Familia/Roc-A-Fella/Def Jam)
- Twiztid

#### U
- Uncle Murda (Manhood/GMG/Roc-A-Fella/Def Jam)

#### W
- Terri Walker (Def Soul/Def Jam)
- Warren G (Violator/Def Jam)
- WC
- Weaveonce
- Alyson Williams
- Nicole Wray (Roc-A-Fella/Def Jam, Dame Dash Music Group/Def Jam)

#### X
- Xzibit

#### Y
- Young Buck
- Young Chris (Roc-A-Fella/Def Jam)
- Young Gunz (Roc-A-Fella/Def Jam)

### American Recordings-artiesten

#### A
- Jazz Lee Alston
- American Head Charge
- The Avett Brothers

#### B
- Dan Baird
- Barkmarket
- Frank Black
- The Black Crowes
- Blackeyed Susans

#### C
- Johnny Cash
- Chino XL
- Andrew "Dice" Clay
- Julian Cope

#### D
- Danzig
- Deconstruction
- Digital Orgasm
- DJ Kool
- Donovan
- Pete Droge

#### F
- Fireside
- Flipper
- The Four Horsemen
- The Freewheelers
- John Frusciante
- God Lives Underwater

#### G
- Geto Boys
- Gogol Bordello

#### H
- Howlin Rain

#### J
- The Jayhawks
- The Jesus and Mary Chain

#### K
- Nusrat Fateh Ali Khan
- Kinfolk
- Kwest Tha Madd Ladd

#### L
- Laika
- Lords of Acid
- Lordz of Brooklyn
- Loudermilk
- Love and Rockets
- Luna Halo

#### M
- Manmade God
- Masters of Reality
- MC 900 Ft. Jesus
- Medicine
- Messiah
- Milk
- The Mother Hips
- Mouse on Mars

#### N
- Noise Ratchet
- The Nonce
- The (International) Noise Conspiracy

#### O
- Ours

#### P
- Paloalto
- Tom Petty
- Jonny Polonsky
- Pram
- Pretty Tone Capone
- Psychotica
- Raging Slab
- The Jim Rose Circus Sideshow
- Ruth Ruth

#### S
- Sir Mix-a-Lot
- Skinny Puppy
- Slayer
- Stiffs, Inc.
- Supreme Love Gods
- Survival Research Laboratories
- Swell
- System of a Down

#### T
- Thee Hypnotics
- Th' Faith Healers
- Thomas Jefferson Slave Apartments
- Trouble

#### U
- Unida

#### V
- Vell Bakardy
- Vince Staples
- Vitro
- V.3

#### W
- Saul Williams
- Wesley Willis
- Wolfsbane
- Dan Wilson

#### Z
- ZZ Top